# Collix dichobathra
Collix dichobathra là một loài bướm đêm trong họ Geometridae.